# Tomasz Boncol
Tomasz Boncol (ur. 3 października 1978 w Rudzie Śląskiej) – bramkarz piłki ręcznej. Trenować zaczął w wieku 8 lat w klubie GKS Grunwald Ruda Śląska. Wielokrotnie wybierany najlepszym zawodnikiem drużyn, które reprezentował. Wyróżniany w gazetach: Sport, portalach internetowych reczna.pl, sportowefakty.pl.

## Kariera sportowa
- 1996-1999 - GKS Grunwald Ruda Śląska
- 2000-2002 - MKS Siemianowice
- 2003-2005 - MOSIR Zabrze
- 2005-2007 - GKS Olimpia Piekary Śląskie
- 2007-2008 - PAOK Saloniki (Thessaloniki) GRECJA

## Sukcesy sportowe
- 4. miejsce w polskiej lidze w 2007 r. z klubem Olimpia Piekary Śląskie
- Najlepszy bramkarz w Pucharze Śląska w 2007 r.
- Najlepszy bramkarz w Pucharze Śląska w 2005 r.
- Półfinały mistrzostw polski juniorów.
- Najlepszy bramkarz w mistrzostwach polski szkół średnich